# Каралачук
Каралачу́к (рос. Каралачук, башк. Ҡораласыҡ) — село у складі Дюртюлинського району Башкортостану, Росія. Входить до складу Семилітівської сільської ради.
Населення — 528 осіб (2010; 562 у 2002).
Національний склад:
- татари — 73 %
- башкири — 26 %